# Hada eburnea
Hada eburnea är en fjärilsart som beskrevs av Sohn-rethel 1929. Hada eburnea ingår i släktet Hada och familjen nattflyn. Inga underarter finns listade i Catalogue of Life.